# Nypon

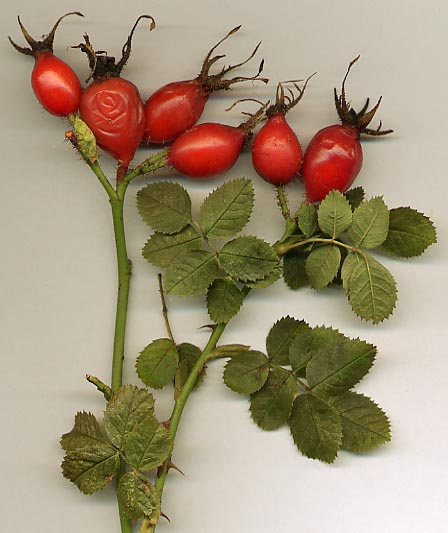
Rosa canina-nypon

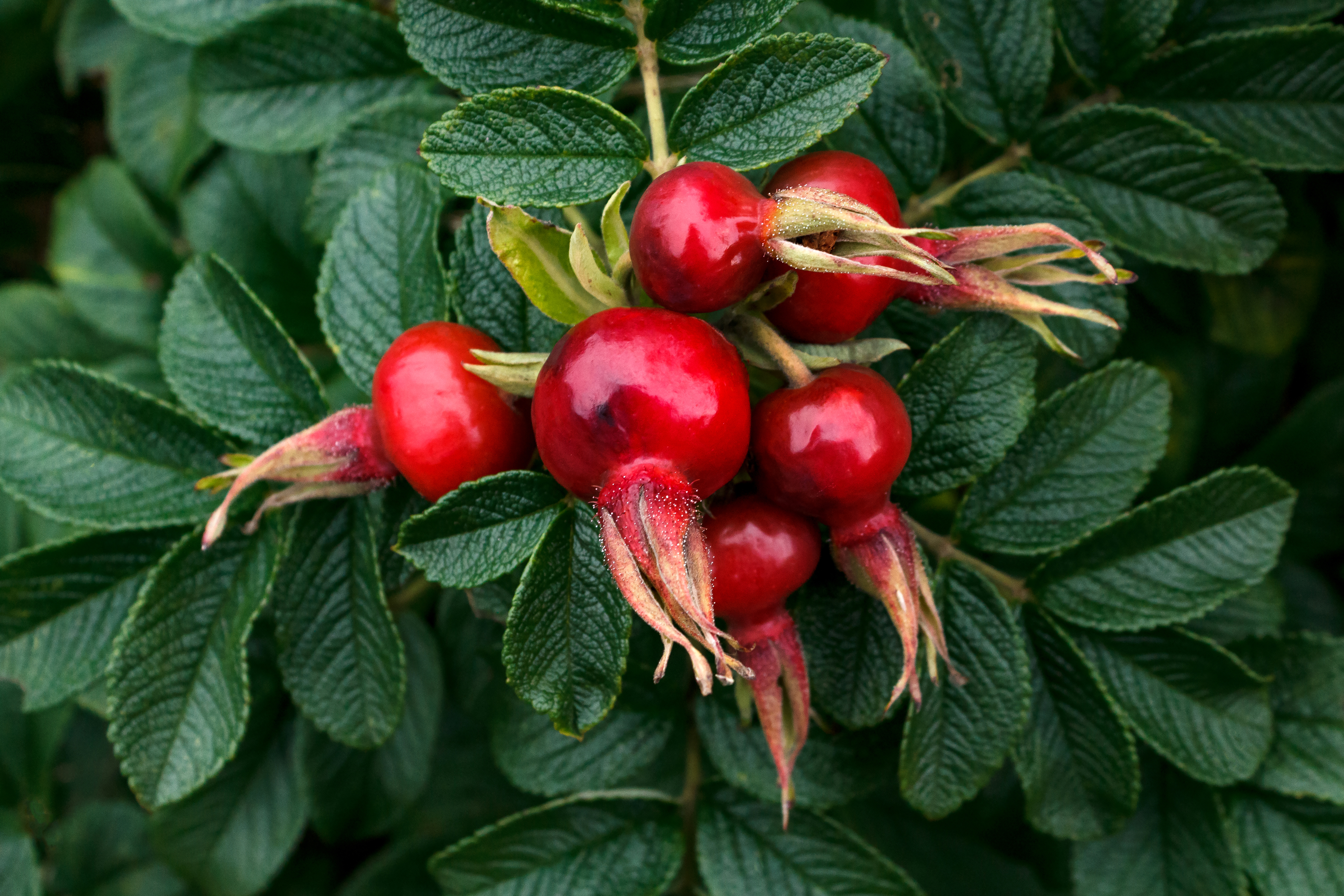
Rosa rugosa-nypon

Nypon kallas skenfrukten hos Rosa-arterna (”nyponbuskar”). Skenfrukten är vanligen röd eller orange, men vissa rosarter, till exempel pimpinellros (Rosa spinosissima), har mörklila till svarta nypon. De egentliga frukterna är små borsthåriga, stenhårda nötter som sitter inuti nyponen. Öppningen i toppen på nyponet kallas stiftkanal eftersom stiften från varje fruktämne sticker ut där. En del nypon är bara 5 mm stora (för japansk klätterros), medan andra är 2 cm (för vresros).
Torkade nypon kan innehålla 1 700–2 000 mg C-vitamin per 100 gram (dvs. cirka 2 procent). Som jämförelse kan sägas att en kopp nypon innehåller lika mycket C-vitamin som 35–40 apelsiner. Nypon innehåller karotenoider som karoten, lutein och lykopen och är även en källa till A-vitamin.
Karotenoidhalt i några nyponsorter mg/g torrsubstans.
- 2,0 Rosa carolina – carolinaros
- 1,8 Rosa virginiana – glansros
- 1,0 Rosa rubiginosa – äppelros
- 0,7 Rosa multiflora – japansk klätterros
- 0,7 Rosa rugosa – vresros

Nyponens köttiga väggar kan torkas sedan frukterna (vanligen kallade ”fröna”) rensats bort och kan användas till soppa och te. Färska nypon kan användas till sylt, gelé och marmelad.
Luddet som omger fröna inuti nyponen kan användas som klipulver.
Exempel på rosarter som ger nypon är bland andra, förutom ovan nämnda, pimpinellros (R. spinosissima), plommonrosen (Rosa pomifera), mandarinrosen (R. moyesii), och igelkottsros (Rosa roxburghii).
Nyponen sitter kvar även på vintern. De svartnar då, men går fortfarande att använda. Alla sorters nypon går att äta. Kolhydrathalten är ca 8 procent. Nypon betraktas som en av de 14 viktigaste vildväxterna i en överlevnadssituation.